# Norbert Darabos
Norbert Darabos (né le 31 mai 1964 à Vienne, Autriche), est un homme politique autrichien, membre du Parti social-démocrate d'Autriche (SPÖ).
Il est ministre fédéral de la Défense nationale de l'Autriche entre le 11 janvier 2007 et le 11 mars 2013. Il démissionne consécutivement à sa nomination comme secrétaire général du SPÖ.